# Bathelémont
Bathelémont (dříve Bathelémont-lès-Bauzemont) je francouzská obec v departementu Meurthe-et-Moselle v regionu Grand Est. V roce 2013 zde žilo 57 obyvatel.

## Poloha obce
Sousední obce jsou: Arracourt, Athienville, Bauzemont, Bures, Hénaménil a Valhey.

## Vývoj počtu obyvatel
Počet obyvatel